# Fiona O’Keeffe
Fiona O’Keeffe (* 24. Mai 1998 in Davis, Kalifornien) ist eine US-amerikanische Langstreckenläuferin.

## Leben

### Persönliches
Fiona O’Keeffe ist die Tochter von Liv und Malcolm O’Keeffe, sie hat noch eine jüngere Schwester.
Ihren High-School-Abschluss machte sie 2016 in Davis, Kalifornien. Danach war sie an der Stanford University.

### Karriere
Bereits in der Schule lief O’Keeffe im Leichtathletik- und Geländelaufteam, wo sie einige Siege vorzuweisen hat. An der Stanford University lief O’Keeffe für die Stanford Cardinals. 2016 gewann sie den 5000-Meter-Lauf bei den amerikanischen Meisterschaften der Juniorinnen in Clovis mit 15:56,84, was zugleich ein neuer Rekord war. Sie war sechs Mal All-American in Stanford. Seit 2021 ist sie Profisportlerin.
Sie wird von dem Sportartikelhersteller Puma gesponsert. und trainiert beim Puma Elite Running Team, welches von Alistair und Amy Cragg betreut wird.
Am 3. Februar 2024 triumphierte sie bei den U.S Olympic Marathon Trials in Orlando mit einer Zeit von 2:22:10 h und qualifizierte sich hierdurch für die Olympischen Sommerspiele 2024 in Paris. Es war ihr erster Marathonlauf. Ihre Startberechtigung erkämpfte sie mit dem Sieg beim Raleigh Holiday Halbmarathon in Raleigh am 2. Dezember 2023, wofür sie 1:09:34 h benötigte. Der olympische Marathon fand am 11. August 2024 statt, den sie nach wenigen Kilometern wegen einer Verletzung beendete. Berichten zufolge litt sie seit einer Woche unter einer Verspannung des Hüftbeugers.

## Erfolge
| Nr. | Jahr | Veranstaltung                                       | Strecke   | Zeit       | Platz |
| --- | ---- | --------------------------------------------------- | --------- | ---------- | ----- |
| 1.  | 2022 | Leichtathletik-NACAC-Meisterschaften 2022, Freeport | 5000 m    | 15:15,13   | 2.    |
| 2.  | 2023 | The TEN, San Juan Capistrano                        | 10.000 m  | 30:55,05   | 5.    |
| 3.  | 2023 | Straßenlauf-Weltmeisterschaften, Riga               | 5 km      | 15:40      | 11.   |
| 4.  | 2024 | U.S. Olympic Trials, Orlando                        | 42,195 km | 2:22:101 h | 1.    |

## Persönliche Bestzeiten
- 5000 m: 15:01,34 min, 10. Februar 2023 in Boston
- 5 km: 15:24 min, 15. April 2023 in Boston
- 10.000 m: 30:52,77 min, 6. Mai 2023 in Walnut (Kalifornien)
- 10 km: 32:24 min, 5. August 2023 in Cape Elizabeth
- 10 Mile: 51:42 min, 2. Oktober 2022 in Minneapolis
- 20 km: 1:07:42 h, 4. September 2023 in New Haven (Connecticut)
- Halbmarathon: 1:07:42 h, 16. Januar 2022 in Houston
- Marathon: 2:22:10 h, 3. Februar 2024 bei den U.S. Olympic Trials, Orlando